# 谢列德基诺市镇
谢列德基诺市镇（俄语：Муниципальное образование «Середкино»）是俄罗斯联邦伊尔库茨克州博汉区所属的一个市镇。其下辖有个居民点，行政中心为谢列德基诺。据2016年统计，该市镇的人口为1170人。